# Убалы (озеро)
Убалы — заболоченное озеро в Шариповском сельсовете Альменевском районе Курганской области, у поселка Убалино, бывшей железнодорожной станции Убалина. Площадь водоёма — 2,64 км². Ширина водоохранной зоны — 50 м, прибрежной полосы — 50 м.
Озеро Убалы названо башкирами (баш. Убалы); селение Убалино заселяли курганские башкиры — Ялано-катайские башкиры с башкирами-припущенниками.
Название озера Убалы передавалось другим объектам, например колхозу им. Сталина.
Входит Убалы в перечень наиболее крупных озер Шариповского сельсовета, вместе с Кошколь, Кумальта, Бурлюцколь, Куктеки, озером Офицеров, Яманай.
Код водного объекта — 14010500311111200004384. Относится к бассейну реки Тобол.